# Abu Salim Sports Club

O Abu Salim Sports Club, ou simplesmente Abu Salim é um clube de futebol com sede em Tripoli, Líbia. A equipe compete no Campeonato Líbio de Futebol. 

## História
O clube foi fundado em 1976, com o nome Abu Salem Sports Club, e possui a tradição de ter um uniforme amarelo desde o começo.
A temporada de 2018–19 foi a primeira temporada do clube na primeira divisão.